# Perizoma virescentaria
Perizoma virescentaria är en fjärilsart som beskrevs av J. Peter Maassen 1890. Perizoma virescentaria ingår i släktet Perizoma och familjen mätare. Inga underarter finns listade i Catalogue of Life.